# 28C villamos (Budapest)
A budapesti 28C jelzésű villamos a Blaha Lujza tér (Népszínház utca) és a Kőbányai út 21. között közlekedett. A vonalat a Budapesti Közlekedési Zrt. üzemeltette.

## Története
2011. október 12. és november 11. között közlekedett a 37-es és 37A villamos pótlásának idején a 37A villamos kimaradó hétköznap esti és hétvége hajnali, illetve esti indulásainak pótlására a Népszínház utcai közös szakaszon.

## Útvonala
| Kőbányai út 21. felé | Blaha Lujza tér felé |
| --- | --- |
| Blaha Lujza tér M (Népszínház utca) vá. – Népszínház utca – Teleki László tér – Fiumei út – Orczy tér – Kőbányai út – Kőbányai út 21. vá. | Kőbányai út 21. vá. – Kőbányai út – Orczy tér – Fiumei út – Teleki László tér – Népszínház utca – Blaha Lujza tér M (Népszínház utca) vá. |

## Megállóhelyei
Az átszállási kapcsolatok között az azonos útvonalon közlekedő 28-as, 28A és 62-es villamos nincsen feltüntetve.
| 0 | Blaha Lujza tér M (Népszínház utca) végállomás | 9 | 4, 6 74 5, 7, 7E, 99, 173, 173E, 178 |
| 1 | II. János Pál pápa tér                         | 8 | 99                                   |
| 3 | Teleki László tér                              | 6 | 99                                   |
| 5 | Salgótarjáni utca                              | 4 | 24                                   |
| 7 | Orczy tér                                      | 2 | 24 83 9                              |
| 9 | Kőbányai út 21. végállomás                     | 0 |                                      |